# 真人動畫電影
真人動畫電影是將真人電影製作與動畫結合在一起的電影。實景真人和計算機動畫的電影往往是由演員通過動作捕捉來表示和描繪的虛構人物或圖形，然後由動畫製作者進行動畫製作和建模，而實景真人和傳統動畫的電影則使用手繪，計算機動畫，生成圖像或停止運動動畫。